# Gare de Mison
La gare de Mison est une ancienne gare ferroviaire française de la ligne de Lyon-Perrache à Marseille-Saint-Charles (via Grenoble), située sur le territoire de la commune de Mison, dans le département des Alpes-de-Haute-Provence, en région Provence-Alpes-Côte d'Azur.
Elle est mise en service en 1875 par la Compagnie des chemins de fer de Paris à Lyon et à la Méditerranée (PLM). Elle est fermée, sans doute, à la fin du XXe siècle.

## Situation ferroviaire
Établie à 610 mètres d'altitude, la gare de Mison est située au point kilométrique (PK) 278,614 de la ligne de Lyon-Perrache à Marseille-Saint-Charles (via Grenoble), entre les gares de Laragne et de Sisteron.
C'est une gare d'évitement dotée de deux voies formant un point de croisement pour les trains.

## Histoire

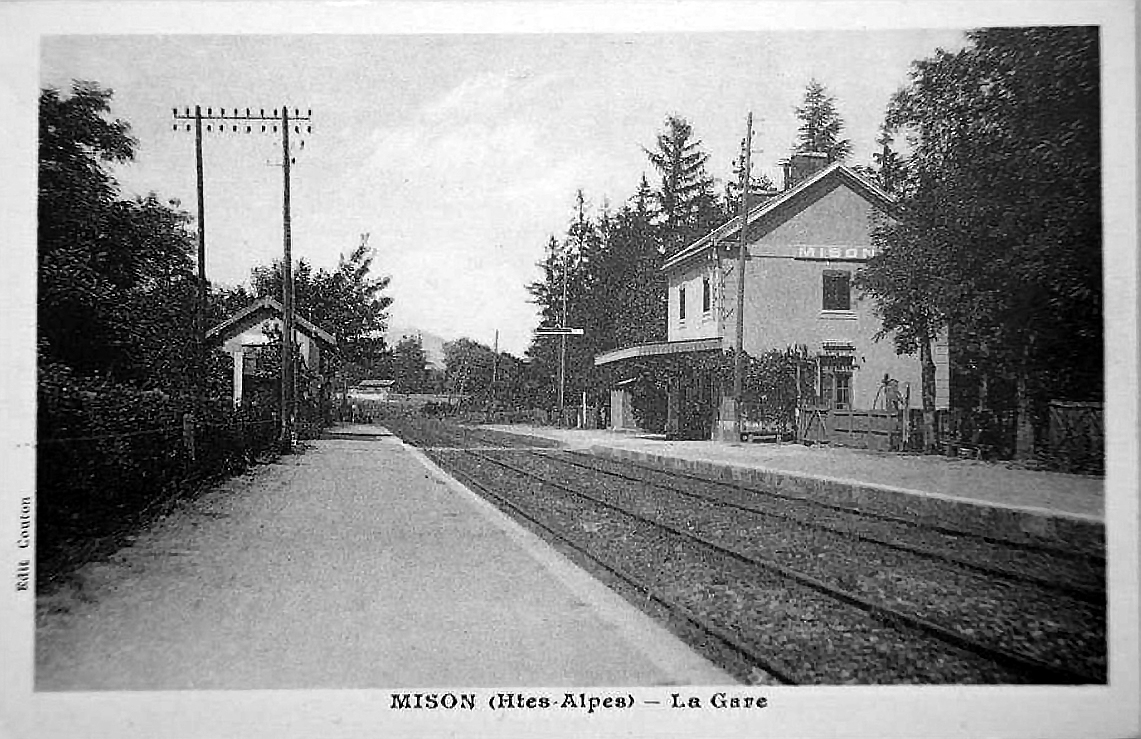
La gare PLM vers 1910.

En 1869, un seul arrêt est prévu sur le territoire du département des Basses-Alpes sur la quatrième partie, de Sisteron à Gap, lors du découpage pour l'organisation des travaux de construction de la ligne de Cavaillon à Gap. L'enquête pour l'emplacement de la station de Mison a lieu du 26 juillet au 3 août.
La gare de Mison est mise en service le 1er février 1875 par la Compagnie des chemins de fer de Paris à Lyon et à la Méditerranée (PLM) pour l'exploitation pour les voyageurs et les marchandises avec la section de Sisteron à Gap de la ligne de Cavaillon à Gap.
Elle a vu circuler un important trafic de trains de fret entre 1969 et 1990 qui desservaient un dépôt de pétrole situé à proximité de la gare.
Elle est fermée, sans doute, dans la deuxième moitié du XXe siècle.

## Patrimoine ferroviaire
L'ancien bâtiment voyageurs, à deux ouvertures et un étage sous une toiture à deux pans couverte de tuile, est présent sur le site en février 2011.